# Mànitxskoie
Mànitxskoie (en rus: Манычское) és un poble del krai de Stàvropol, a Rússia, que el 2019 tenia 2.188 habitants. Pertany al districte rural de Dívnoie.